# Simhopp vid världsmästerskapen i simsport 2017
Simhopp vid världsmästerskapen i simsport 2017 avgjordes mellan 14 och 22 juli 2017 i Donau Arena i Budapest. Totalt 13 tävlingar i klasserna herrar, damer och mix fanns på programmet.

## Medaljsummering

### Damer
| Disciplin             | Guld                        | Silver                                        | Brons                                      |
| Individuellt 1 meter  | Maddison Keeney (AUS)       | Nadezjda Bazjina (RUS)                        | Elena Bertocchi (ITA)                      |
| Individuellt 3 meter  | Shi Tingmao (CHN)           | Wang Han (CHN)                                | Jennifer Abel (CAN)                        |
| Individuellt 10 meter | Cheong Jun Hoong (MAS)      | Si Yajie (CHN)                                | Ren Qian (CHN)                             |
| Synchro 3 meter       | Kina Chang Yani Shi Tingmao | Kanada Jennifer Abel Melissa Citrini-Beaulieu | Ryssland Nadezjda Bazjina Kristina Ilinych |
| Synchro 10 meter      | Kina Ren Qian Si Yajie      | Nordkorea Kim Mi-rae Kim Kuk-hyang            | Malaysia Cheong Jun Hoong Pandelela Rinong |

### Herrar
| Disciplin             | Guld                                      | Silver                                     | Brons                                  |
| Individuellt 1 meter  | Peng Jianfeng (CHN)                       | He Chao (CHN)                              | Giovanni Tocci (ITA)                   |
| Individuellt 3 meter  | Xie Siyi (CHN)                            | Patrick Hausding (GER)                     | Ilja Zacharov (RUS)                    |
| Individuellt 10 meter | Tom Daley (GBR)                           | Chen Aisen (CHN)                           | Yang Jian (CHN)                        |
| Synchro 3 meter       | Ryssland Jevgenij Kuznetsov Ilja Zacharov | Kina Cao Yuan Xie Siyi                     | Ukraina Oleh Kolodij Illja Kvasja      |
| Synchro 10 meter      | Kina Chen Aisen Yang Hao                  | Ryssland Aleksandr Bondar Viktor Minibajev | Tyskland Patrick Hausding Sascha Klein |

### Mix
| Disciplin        | Guld                                   | Silver                                  | Brons                                      |
| Synchro 3 meter  | Kina Wang Han Li Zheng                 | Storbritannien Grace Reid Tom Daley     | Kanada Jennifer Abel François Imbeau-Dulac |
| Synchro 10 meter | Kina Ren Qian Lian Junjie              | Storbritannien Lois Toulson Matty Lee   | Nordkorea Kim Mi-rae Hyon Il-myong         |
| Lagtävling       | Frankrike Laura Marino Matthieu Rosset | Mexiko Viviana del Angel Rommel Pacheco | USA Krysta Palmer David Dinsmore           |

## Medaljtabell
| Placering | Land           | Guld | Silver | Brons | Totalt |
| --------- | -------------- | ---- | ------ | ----- | ------ |
| 1         | Kina           | 8    | 5      | 2     | 15     |
| 2         | Ryssland       | 1    | 2      | 2     | 5      |
| 3         | Storbritannien | 1    | 2      | 0     | 3      |
| 4         | Malaysia       | 1    | 0      | 1     | 2      |
| 5         | Australien     | 1    | 0      | 0     | 1      |
| 5         | Frankrike      | 1    | 0      | 0     | 1      |
| 7         | Kanada         | 0    | 1      | 2     | 3      |
| 8         | Tyskland       | 0    | 1      | 1     | 2      |
| 8         | Nordkorea      | 0    | 1      | 1     | 2      |
| 10        | Mexiko         | 0    | 1      | 0     | 1      |
| 11        | Italien        | 0    | 0      | 2     | 2      |
| 12        | Ukraina        | 0    | 0      | 1     | 1      |
| 12        | USA            | 0    | 0      | 1     | 1      |
| Totalt    | Totalt         | 13   | 13     | 13    | 39     |